# Carloto Cotta
Carloto Cotta (* 31. Januar 1984) ist ein portugiesischer Schauspieler.

## Leben
Cotta stammt aus einer Künstlerfamilie. Seine Großmutter war Opernsängerin und sein Großvater Maler und ebenfalls Sänger. Cotta studierte an der Theaterschule in Cascais, der Escola de Teatro de Cascais. 2003 übernahm Cotta erstmals eine Filmrolle, in einem Kurzfilm des Regisseurs Miguel Gomes, für den er danach wiederholt vor der Kamera stand. Neben einigen Fernsehrollen in Telenovelas wirkte er seither vor allem im Autorenfilm. So spielte er in João Salavizas Kurzfilm Arena mit, der 2009 die Goldene Palme in der Kategorie Bester Kurzfilm beim Internationalen Filmfestival von Cannes gewann. 2008 gab ihm Werner Schroeter eine Rolle in seinem letzten Film, Diese Nacht. In der portugiesischen Öffentlichkeit nahm seine Bekanntheit zuletzt mit seinen Fernsehrollen weiter zu, etwa seiner Rolle in der Kriminalserie O Bairro (dt.: Das Viertel), an der Seite von Maria João Bastos, Paulo Pires und Virgílio Castelo.
Neben seinen Filmrollen spielt Cotta auch weiter Theater, auch in Produktionen unabhängiger Bühnen im Großraum Lissabon. Er inszenierte auch selbst schon. So erhielt seine Produktion von Mark Ravenhills Stück Shopping and Fucking am Teatro São Luiz 2007 einen lokalen Kritikerpreis.
Cotta trat in verschiedenen Musikvideos der US-amerikanischen Sängerin Marissa Nadler auf, so 2007 (Mexican Summer) und 2009 (River of dirt). Er ist aber auch selber Musiker (Gitarrist) und spielt in einer eigenen Band, der siebenköpfigen Gruppe As Aves Migratórias (port. für: Die Zugvögel).

## Rezeption
Cotta gilt als ein Hoffnungsträger des unabhängigen Films. 2013 porträtierte ihn der Fotograf Peter Lindbergh dazu in einer Fotostrecke für die französische Vogue Homme International.
Für seine stumme Rolle in Miguel Gomes’ prämiertem Film Tabu – Eine Geschichte von Liebe und Schuld wurde Cotta 2013 für einen Globo de Ouro nominiert.

## Filmografie (Auswahl)
- 2003: 31 (Kurzfilm); R: Miguel Gomes
- 2004: A Cara Que Mereces; R: Miguel Gomes
- 2005: Odete; R: João Pedro Rodrigues
- 2005: Fin de curso; R: Miguel Martí
- 2007: Ilha dos Amores (TV-Serie)
- 2007: O Capacete Dourado; R: Jorge Cramez
- 2008: 4 Copas; R: Manuel Mozos
- 2008: Diese Nacht; R: Werner Schroeter
- 2008–2009: Flor do Mar (TV-Serie)
- 2009: To Die Like a Man (Morrer Como Um Homem); R: João Pedro Rodrigues
- 2009: The Portuguese Nun (La religieuse portugaise); R: Eugène Green
- 2009: How to Draw a Perfect Circle (Como Desenhar um Círculo Perfeito); R: Marco Martins
- 2010: Senhor X (Kurzfilm); R: Gonçalo Galvão Teles
- 2010: Die Geheimnisse von Lissabon (Mistérios de Lisboa); R: Raúl Ruiz
- 2011: Demain?, R: Christine Laurent
- 2012: Paixão; R: Margarida Gil
- 2012: Tabu – Eine Geschichte von Liebe und Schuld; R: Miguel Gomes
- 2012: Lines of Wellington – Sturm über Portugal; R: Valeria Sarmiento
- 2013: Olvidados; R: Carlos Bolado
- 2015: Am Ende der Kindheit, R: João Salaviza
- 2015: 1001 Nacht-Trilogie: Der Ruhelose, Der Verzweifelte, Der Verzauberte (As Mil e Uma Noites: O Inquieto, O Desolado und O Encantado), R: Miguel Gomes
- 2016: Zeus; R: Paulo Filipe Monteiro
- 2018: Diamantino, R: Gabriel Abrantes, Daniel Schmidt
- 2019: Frankie, R: Ira Sachs
- 2021: Glória , R: Pedro Lopes
- 2022: You Won’t Be Alone
- 2022: Élite (Fernsehserie, 10 Episoden)
- 2025: Handbuch einer Anstandsdame